# Hans Hofmann (Fußballspieler)
Hans Hofmann (* 6. Dezember 1947) ist ein ehemaliger deutscher Fußballtorwart, der von 1971 bis 1973 für den FC Vorwärts Frankfurt in der DDR-Oberliga, der höchsten Spielklasse im DDR-Fußball, 20-mal im Tor stand. Hofmann ist dreifacher DDR-Nachwuchsnationalspieler.

## Sportliche Laufbahn
Im Alter von 19 Jahren kam Hofmann 1967 vom Bad Kösener Kreisligavertreter, der Betriebssportgemeinschaft (BSG) Medizin, zur Armeesportgemeinschaft (ASG) Vorwärts Leipzig, die in der zweitklassigen DDR-Liga spielte. Mit 20 Einsätzen bei 30 Punktspielen wurde er in der Saison 1967/68 sofort Stammtorhüter der Leipziger. Im Herbst 1968 wurde Hofmann in den Kader DDR-Nachwuchsnationalmannschaft berufen, für die er bis 1970 in drei Länderspielen das Tor hütete.
Nach 47 DDR-Liga-Einsätzen für Vorwärts Leipzig wechselte Hofmann 1969 zum Spitzenklub der Armeesportvereinigung Vorwärts, dem FC Vorwärts Berlin. Dort wurde er hauptsächlich in der 2. Mannschaft eingesetzt, die in der DDR-Liga vertreten war. Dort war in der Spielzeit 1970/71 mit 22 Einsätzen bei 26 Punktspielen Stammtorhüter 2. Mannschaft des FC Vorwärts, der seit dieser Saison in Frankfurt (Oder) spielte. In dieser Saison bestritt Hofmann auch seine ersten drei Oberligaspiele für den FCV. Seine meisten Oberligaeinsätze hatte er 1971/72, als er zwölf Mal das Tor hütete. In der Saison 1973/74 gehörte Hofmann zwar noch zum FCV-Kader, kam aber weder in der 1. noch in der 2. Mannschaft zum Einsatz.
Zur Spielzeit 1974/75 wechselte Hofmann zum DDR-Ligisten BSG Chemie Leipzig. Dort bestritt er innerhalb von zwei Jahren nur acht Punktspiele und wurde hauptsächlich in der 2. Mannschaft eingesetzt, die in der drittklassigen Bezirksliga spielte. 1976/77 wechselte er zum Bezirksligisten Stahl Nordwest Leipzig. Mit ihm stieg er 1978 in die DDR-Liga auf, wo Hofmann 1978/79 alle 22 Punktspiele absolvierte. Es folgten der sofortige Abstieg und ein Jahr später der Wiederaufstieg, und in den Spielzeiten 1980/81 und 1981/82 bestritt Hofmann noch einmal 26 DDR-Ligaspiele. Nach dem erneuten Abstieg von Nordwest 1982 war für den 34-jährigen Hofmann die Laufbahn im höherklassigen Fußball beendet.